# Find My Device
Find My Device（ファインド マイ デバイス、端末を探す、旧：Android デバイス マネージャー）とは、Googleによって開発された、Android端末の位置情報逆探知サービスである。別名、端末を探すともいう。

## 概要
Android端末のGPSや無線LANなどで位置情報を測位し、別のデバイスから端末の位置の表示、及び遠隔操作するサービス。失くした端末を別のデバイスから見つけ出す事が主な用途。
失くした端末（探される側）には、別途デバイスマネージャーアプリをインストールしなくても探知可能。遠隔でGPSや着信音を操作するためのAPIは、Androidに標準で搭載されているためである。デバイスマネージャーはあくまでも探す側の機能である。

## 機能
Android デバイス マネージャーは、別のデバイス（PCやタブレット等）から自分の端末の位置情報を探知し、失くした端末の場所を特定できる。この他に、サイレントモードになっていても強制的に着信音を鳴らしたり、Google コンタクトから電話をかけたり、リモートで工場出荷状態にリセットするセキュリティ機能がある。
2013年9月にはリモートロック機能が追加され、初期化せずとも他者に不正利用されないようにするセキュリティが備えられた。
端末の電源が切れていたり圏外でオフラインになると機能しなくなる。この場合、電源が入って通信が繋がり次第、操作が自動実行される仕様になっている。
なお端末を初期化すると、SDカード内のデータや設定情報などが全て消去されて追跡が不可能となるため、初期化は無闇に実行せず最終手段とするのが好ましい。

## 歴史
- 2013年8月4日 - Android デバイス マネージャーのアプリを公開。
- 2014年5月24日 - バージョン1.2.12にアップデート。他者が一時的にログインできるゲスト機能を追加。
- 2016年6月2日 - Google アカウントへ統合し、各機能はここからアクセス可能になった。「スマートフォンを探す」という名称で提供開始。